# Manfred Knickenberg
Manfred Knickenberg (* 26. August 1937 in Wuppertal) ist ein ehemaliger deutscher Leichtathlet und Olympiateilnehmer, der – für die Bundesrepublik startend – in den 1960er Jahren als 100- und 200-Meter-Läufer erfolgreich war. Sein größter Erfolg ist die Bronzemedaille bei den Europameisterschaften 1966 in Budapest mit der deutschen 4-mal-100-Meter-Staffel (39,8 s: Hans-Jürgen Felsen, Gerd Metz, Dieter Enderlein, Manfred Knickenberg).
Bei den gleichen Europameisterschaften wurde er Vierter im 100-Meter-Lauf; im 200-Meter-Vorlauf schied er aus.
Bei den Olympischen Spielen 1964 in Tokio schied er im 100-Meter-Vorlauf aus; bei den Europameisterschaften 1969 in Athen kam er mit der 4-mal-100-Meter-Staffel auf Platz sechs.
Dreimal in Folge (1964–1966) wurde er Deutscher Meister im 100-Meter-Lauf und galt damals als „schnellster Polizist Deutschlands.“
Manfred Knickenberg gehörte zunächst dem Sportverein Wuppertaler SV und später SV Bayer 04 Leverkusen an. In seiner Wettkampfzeit war er 1,76 m groß und 72 kg schwer.